# Edgerton Park Arena
El Edgerton Park Arena es un pabellón deportivo estadounidense localizado en Rochester, Nueva York. En él caben 4200 espectadores y fue el estadio de los Rochester Royals desde 1945 hasta 1955, cuando este equipo se mudó a Cincinnati, actualmente el equipo se ubica en Sacramento.
- Datos: Q5337822